# Fernando Rodriguez
Fernando Rodriguez (né le 18 juin 1984 à El Paso, Texas, États-Unis) est un ancien lanceur de relève droitier des Ligues majeures de baseball.

## Carrière

### Angels de Los Angeles
Fernando Rodriguez est repêché en 18e ronde par les Angels d'Anaheim en 2003. Il fait ses débuts dans le baseball majeur avec les Angels (alors renommés Angels de Los Angeles d'Anaheim) le 2 mai 2009 mais ce sera sa seule présence avec l'équipe. Il accorde trois points, dont deux mérités, en deux tiers de manche lancée.

### Astros de Houston
Devenu joueur autonome après une saison 2010 passée dans les ligues mineures, Rodriguez se joint aux Astros de Houston, avec qui il revient dans les majeures durant la saison 2011. Il remporte la première victoire de sa carrière au plus haut niveau le 31 mai sur les Cubs de Chicago. Il présente une moyenne de points mérités de 3,96 en 52 manches et un tiers lancées en relève en 2011.
Les Astros, pour une deuxième année de suite, encaissent plus de 100 défaites en 2012. Dix d'entre elles sont portées à la fiche du releveur Rodriguez, qui ne remporte que deux victoires. Sa moyenne de points mérités s'élève à 5,37 en 70 manches et un tiers lancées en 71 matchs, mais il enregistre 78 retraits sur des prises.

### Athletics d'Oakland
Le 4 février 2013, les Astros de Houston échangent Rodriguez et le joueur d'arrêt-court Jed Lowrie aux Athletics d'Oakland contre le joueur de premier but Chris Carter, le lanceur droitier Brad Peacock et le receveur Max Stassi.